# United Cinemas International
United Cinemas International (UCI bzw. UCI Kinowelt) ist ein Kinounternehmen, das zur Odeon & UCI Cinemas Group gehört. Diese ist seit November 2016 im Besitz der amerikanischen Kinokette AMC. Die deutsche Zentrale ist in Bochum.

## Geschichte
UCI entstand im Wesentlichen aus dem Verkauf der europäischen Kinoaktivitäten der amerikanischen Kinokette AMC (CEO Stanley Durwood) an Paramount Pictures und Universal Pictures. AMC – damals American Multi Cinema –  (nicht zu verwechseln mit der eingangs erwähnten AMC, siehe dazu Hauptartikel) war eine von Stanley Durwood gegründete Kinokette in den USA, welche die ersten Multiplex-Kinos überhaupt baute. Zum Zeitpunkt seines Todes 1999 betrieb Durwood die viertgrößte Kinokette der Welt. Er baute mit AMC das erste Multiplex-Kino in Großbritannien in Milton Keynes im Jahre 1985 als erster Schritt seiner europäischen Expansion.
Zu diesem Zeitpunkt entwickelten Wolfgang Braun, Miteigentümer und Geschäftsführer der MBS Kino GmbH, damals ein kleines Kino-Unternehmen, welches zwei Kinos mit drei Leinwänden in Bochum betrieb, und Thomas Menne die Idee, die erste Multiplexkino-Kette in Deutschland und Österreich aufzubauen.  Die Idee entstand in den Büros der MBS Kino GmbH im Bochumer Hauptbahnhof. Braun und Menne suchten per Brief an die damals größten amerikanischen Kinoketten das Kapital für die geplante Expansion im deutschsprachigen Raum und fanden mit AMC bzw. Stanley Durwood nach Jahren des Verhandelns den gewünschten Partner. Aufgrund finanzieller Schwierigkeiten in USA entschloss sich Durwood, dessen Multiplexkinokette in Großbritannien mittlerweile signifikante Marktanteile erobert hatte, seine europäischen Kino-Aktivitäten an die Tochter United Cinemas International, ein Gemeinschaftsunternehmen der damaligen Filmstudios Paramount und MCA/Universal zu verkaufen. Im Rahmen dieses Verkaufs wurde Wolfgang Braun General Manager und Geschäftsführer der United Cinemas International Multiplex GmbH, Thomas Menne fungierte als Director Operations & Film.  Das erste Multiplex-Kino in Deutschland konnte UCI im Oktober 1990 in Hürth eröffnen, kurz danach erfolgte die Eröffnung weiterer Standorte, unter anderem das damalige Flaggschiff in Bochum mit 18 Sälen, zu der Zeit das größte Multiplex-Kino Deutschlands. Unter der Führung von Braun/Menne wurden weitere Standorte entwickelt, so auch in Österreich. Wolfgang Braun verließ UCI, um die deutsche Tochter der Walt Disney Studios – Buena Vista International Germany GmbH – aufzubauen, Thomas Menne wurde zum Geschäftsführer des Bereichs Kino der Neuen Constantin Film in München ernannt, einem Gemeinschaftsunternehmen von Leo Kirch und Bernd Eichinger sowie einigen kleinen Mitgesellschaftern. Dieses betrieb neben einer Filmproduktionsfirma und einem Filmverleih zunächst ein Joint Venture-Unternehmen zusammen mit der Warner Bros. Film GmbH mit dem Ziel, eine bundesweite, deutsche Multiplexkinokette aufzubauen, die in direktem Wettbewerb mit der Cinemaxx-Gruppe, der UCI wie auch später Cinestar stehen sollte. Flaggschiff war hier der CINEDOM in Köln.
Seit 2004 gehörten die europäischen UCI-Gesellschaften der Investmentgesellschaft Terra Firma Capital Partners. Durch Umstrukturierung wurden die UCI-Kinos Anfang 2006 in die ebenfalls von Terra aufgekaufte Kinokette ODEON eingegliedert.
Im Herbst 2008 wurden von UCI vier Kinos der Kinoplex-Kette übernommen. Hierbei handelt es sich um die Kinos an den Standorten Flensburg, Wilhelmshaven, Paderborn und Bad Oeynhausen.
Am 30. Januar 2019 gab die Constantin Film-Holding GmbH den Kauf aller drei UCI-Kinos in Österreich bekannt.

## Das Unternehmen
UCI verfolgte ein gegensätzliches Standortkonzept zu Cinemaxx, der ehemaligen Ufa-Kinos und Cinestar. Während letztgenannte eher auf die klassische, zentrale Innenstadt-Lage setzte, siedelte UCI seine Neubauten vorzugsweise in für den Autoverkehr gut angebundenen, nach Möglichkeit auch bevölkerungsstarken Randlagen mit ausreichenden und kostenfreien Parkmöglichkeiten an. Mittlerweile sind viele Kinokomplexe renoviert, verbessert und mit dem neuesten Stand der Technik ausgestattet worden.
Insgesamt betreibt die Odeon & UCI Cinemas Group in dreizehn Ländern mit über 360 Kinos und über 2900 Leinwänden. In Deutschland verfügt UCI über 215 Leinwände und 46.225 Sitzplätze an 22 Standorten.

### Standorte in Deutschland
| Standort                                                | Besonderheiten      | Säle | Sitzplätze | Bild                              |
| ------------------------------------------------------- | ------------------- | ---- | ---------- | --------------------------------- |
| Bad Oeynhausen                                          |                     | 9    | 2197       |                                   |
| Berlin – Am Eastgate                                    |                     | 8    | 1662       |                                   |
| Berlin – Gropius Passagen                               | Luxe                | 6    | 835        |                                   |
| Berlin – East Side Gallery                              | Luxe, IMAX, ScreenX | 14   | 1623       | Friedrichshain Mercedes-Platz UCI |
| Bochum – Ruhr-Park                                      | IMAX                | 14   | 3265       |                                   |
| Cottbus – Am Lausitz Park                               |                     | 9    | 2202       |                                   |
| Dessau                                                  |                     | 7    | 1367       |                                   |
| Dresden Elbe-Park                                       |                     | 9    | 2481       |                                   |
| Düsseldorf                                              | IMAX with Laser     | 9    | 2573       |                                   |
| Duisburg                                                |                     | 8    | 1995       |                                   |
| Flensburg                                               |                     | 8    | 1989       |                                   |
| Hamburg – Mundsburg                                     |                     | 8    | 1818       |                                   |
| Hamburg-Wandsbek (Smart City)                           | IMAX                | 9    | 2302       |                                   |
| Köln – Hürth Park                                       |                     | 14   | 2274       |                                   |
| Kaiserslautern                                          |                     | 8    | 1996       |                                   |
| Leuna, Nova Eventis, zwischen Leipzig und Halle (Saale) |                     | 10   | 1876       |                                   |
| Neuss                                                   |                     | 7    | 1894       | UCI-Kino, Batteriestraße 7, Neuss |
| Nordhorn                                                | Luxe                | 6    | 506        | UCI-Kino, Nino-Allee 7, Nordhorn  |
| Paderborn                                               |                     | 8    | 1818       |                                   |
| Potsdam                                                 | Luxe                | 8    | 1072       |                                   |
| Wilhelmshaven                                           |                     | 9    | 1685       |                                   |